# Campeonato Paulista de Voleibol Masculino de 2023
O Campeonato Paulista de Voleibol Masculino de 2023 foi a 51.ª edição desta competição anual organizada pela Federação Paulista de Volleyball (FPV). O torneio teve início no dia 18 de agosto e contou com a participação de 7 clubes.
Na última partida da série melhor de três, a equipe do Vedacit/Vôlei Guarulhos venceu o Suzano Vôlei em cinco sets e conquistou o inédito título do Campeonato Paulista.

## Equipes participantes
As seguintes equipes competiram o Campeonato Paulista de 2023:
| Equipe                     | Cidade              | Última participação |
| -------------------------- | ------------------- | ------------------- |
| Vôlei Renata/Campinas      | Campinas            | 2022                |
| Vedacit/Vôlei Guarulhos    | Guarulhos           | 2022                |
| Farma Conde Vôlei São José | São José dos Campos | 2022                |
| Sesi-Bauru                 | Bauru               | 2022                |
| Climed/Atibaia             | Atibaia             | 2022                |
| Vôlei Futuro               | Araçatuba           | 2022                |
| Suzano Vôlei               | Suzano              | 2022                |
| Super Vôlei Santo André    | Santo André         | 2022                |

### Eliminação do Vôlei Futuro
No dia 27 de agosto, a equipe do Vôlei Futuro enfrentaria a equipe do Vedacit/Vôlei Guarulhos fora de casa pela segunda rodada do Campeonato Paulista. Porém, por dificuldades financeiras, a equipe da cidade de Araçatuba não compareceu à partida, resultando na vitória por W.O para a equipe local.
Devido ao ocorrido, a FPV, em cumprimento ao regulamento da competição, emitiu uma nota informando que a equipe do Vôlei Futuro foi eliminada do torneio em razão de ter dado W.O.

## Regulamento
Na fase preliminar, as equipes se enfrentariam em turno único. Ao término desta fase, todas as equipes avançariam para a fase final. Os confrontos seriam definidos com base na classificação final da primeira fase. O mata-mata seria disputado em melhor de dois jogos, com vantagem do mando de quadra do time de melhor campanha e golden set na partida decisiva, se necessário.
Com a eliminação da equipe do Vôlei Futuro, o Departamento Técnico da FPV alterou o sistema de disputa da competição. Com sete equipes, após o término da primeira fase, a equipe que terminou na primeira colocação avançou direto para a semifinal, enquanto as demais participaram das quartas de final em busca das três vagas restantes.
O cruzamento nas quartas teve o 2º x 7º, 3º x 6º, 4º x 5º. Os duelos na segunda fase foram em melhor de dois jogos, com a realização do golden set se necessário. Nas semifinais, os confrontos foram em melhor de três partidas. Os vencedores fizeram a decisão, também em melhor de três jogos.

### Critérios de desempate
1. Número de vitórias
2. Número de pontos
3. Sets average
4. Pontos average

Partidas terminadas em 3–0 ou 3–1: 3 pontos para o vencedor, 0 pontos para o perdedor;

Partidas terminadas em 3–2: 2 pontos para o vencedor, 1 ponto para o perdedor.

## Primeira fase
|  | Classificado para as semifinais       |
|  | Classificado para as quartas de final |

### Classificação
|     |                            |     | Jogos | Jogos | Jogos | Resultados | Resultados | Resultados | Resultados | Resultados | Resultados | Sets | Sets | Sets  | Pontos | Pontos | Pontos |
| Pos | Equipe                     | Pts | T     | V     | D     | 3–0        | 3–1        | 3–2        | 2–3        | 1–3        | 0–3        | V    | P    | R     | V      | P      | R      |
| --- | -------------------------- | --- | ----- | ----- | ----- | ---------- | ---------- | ---------- | ---------- | ---------- | ---------- | ---- | ---- | ----- | ------ | ------ | ------ |
| 1   | Vedacit/Vôlei Guarulhos    | 15  | 6     | 5     | 1     | 4          | 1          | 0          | 0          | 0          | 1          | 15   | 4    | 3.750 | 472    | 394    | 1.198  |
| 2   | Suzano Vôlei               | 11  | 6     | 4     | 2     | 3          | 0          | 1          | 0          | 0          | 2          | 12   | 8    | 1.500 | 467    | 445    | 1.049  |
| 3   | Sesi-Bauru                 | 11  | 6     | 4     | 2     | 2          | 0          | 2          | 1          | 0          | 1          | 14   | 10   | 1.400 | 543    | 521    | 1.042  |
| 4   | Farma Conde Vôlei São José | 11  | 6     | 3     | 3     | 2          | 1          | 0          | 2          | 0          | 1          | 13   | 10   | 1.300 | 499    | 486    | 1.027  |
| 5   | Vôlei Renata/Campinas      | 8   | 6     | 2     | 4     | 2          | 0          | 0          | 2          | 2          | 0          | 12   | 12   | 1,000 | 521    | 513    | 1.016  |
| 6   | Climed/Atibaia             | 5   | 6     | 2     | 4     | 1          | 0          | 1          | 0          | 0          | 4          | 6    | 14   | 0.429 | 412    | 459    | 0.898  |
| 7   | Super Vôlei Santo André    | 2   | 6     | 1     | 5     | 0          | 0          | 1          | 0          | 0          | 5          | 3    | 17   | 0.176 | 385    | 481    | 0.800  |

### Resultados
| Data   | Hora  |                            | Placar |                            | Set 1 | Set 2 | Set 3 | Set 4 | Set 5 | Total   | Relatório |
| ------ | ----- | -------------------------- | ------ | -------------------------- | ----- | ----- | ----- | ----- | ----- | ------- | --------- |
| 18 ago | 19:00 | Sesi-Bauru                 | 2–3    | Super Vôlei Santo André    | 25–21 | 22–25 | 25–19 | 23–25 | 9–15  | 104–105 | Relatório |
| 19 ago | 18:00 | Vôlei Futuro               | 0–3    | Vôlei Renata/Campinas      | 20–25 | 18–25 | 17–25 |       |       | 55–75   | Relatório |
| 19 ago | 19:00 | Suzano Vôlei               | 3–0    | Climed/Atibaia             | 25–20 | 25–19 | 25–15 |       |       | 75–54   | Relatório |
| 21 ago | 19:30 | Vedacit/Vôlei Guarulhos    | 3–0    | Farma Conde Vôlei São José | 25–15 | 25–17 | 25–20 |       |       | 75–52   | Relatório |
| 25 ago | 19:30 | Climed/Atibaia             | 0–3    | Sesi-Bauru                 | 23–25 | 23–25 | 19–25 |       |       | 65–75   | Relatório |
| 25 ago | 19:30 | Vôlei Renata/Campinas      | 3–0    | Super Vôlei Santo André    | 25–14 | 25–17 | 25–19 |       |       | 75–50   | Relatório |
| 25 ago | 20:00 | Farma Conde Vôlei São José | 2–3    | Suzano Vôlei               | 15–25 | 25–22 | 25–23 | 22–25 | 8–15  | 95–110  | Relatório |
| 27 ago | 18:00 | Vedacit/Vôlei Guarulhos    | W.O    | Vôlei Futuro               | 25–0  | 25–0  | 25–0  |       |       | 75–0    | Relatório |
| 1 set  | 19:30 | Vôlei Renata/Campinas      | 2–3    | Climed/Atibaia             | 25–20 | 25–22 | 16–25 | 23–25 | 11–15 | 100–107 | Relatório |
| 2 set  | 18:00 | Suzano Vôlei               | 3–0    | Vedacit/Vôlei Guarulhos    | 25–21 | 31–29 | 29–27 |       |       | 85–77   | Relatório |
| 2 set  | 18:30 | Farma Conde Vôlei São José | 2–3    | Sesi-Bauru                 | 25–17 | 25–23 | 25–27 | 22–25 | 11–15 | 108–107 | Relatório |
| 8 set  | 19:00 | Sesi-Bauru                 | 0–3    | Vedacit/Vôlei Guarulhos    | 23–25 | 23–25 | 22–25 |       |       | 68–75   | Relatório |
| 8 set  | 19:30 | Climed/Atibaia             | 3–0    | Super Vôlei Santo André    | 25–22 | 25–16 | 25–18 |       |       | 75–56   | Relatório |
| 8 set  | 20:00 | Farma Conde Vôlei São José | 3–1    | Vôlei Renata/Campinas      | 25–16 | 19–25 | 25–21 | 25–17 |       | 94–79   | Relatório |
| 15 set | 19:30 | Super Vôlei Santo André    | 0–3    | Farma Conde Vôlei São José | 15–25 | 21–25 | 19–25 |       |       | 55–75   | Relatório |
| 15 set | 19:30 | Vôlei Renata/Campinas      | 1–3    | Vedacit/Vôlei Guarulhos    | 21–25 | 20–25 | 25–20 | 19–25 |       | 85–95   | Relatório |
| 16 set | 17:00 | Sesi-Bauru                 | 3–0    | Suzano Vôlei               | 25–21 | 25–23 | 25–20 |       |       | 75–64   | Relatório |
| 22 set | 19:30 | Climed/Atibaia             | 0–3    | Farma Conde Vôlei São José | 21–25 | 18–25 | 21–25 |       |       | 60–75   | Relatório |
| 23 set | 18:00 | Suzano Vôlei               | 0–3    | Vôlei Renata/Campinas      | 19–25 | 21–25 | 16–25 |       |       | 56–75   | Relatório |
| 23 set | 18:00 | Vedacit/Vôlei Guarulhos    | 3–0    | Super Vôlei Santo André    | 25–21 | 25–17 | 25–12 |       |       | 75–50   | Relatório |
| 29 set | 19:30 | Vedacit/Vôlei Guarulhos    | 3–0    | Climed/Atibaia             | 25–13 | 25–20 | 25–21 |       |       | 75–54   | Relatório |
| 29 set | 19:30 | Super Vôlei Santo André    | 0–3    | Suzano Vôlei               | 21–25 | 25–27 | 23–25 |       |       | 69–77   | Relatório |
| 29 set | 19:30 | Vôlei Renata/Campinas      | 2–3    | Sesi-Bauru                 | 18–25 | 28–26 | 21–25 | 25–23 | 12–15 | 104–114 | Relatório |

## Fase final

### Chaveamento
|  | Quartas de final           | Quartas de final | Quartas de final           | Quartas de final        |                  |   | Semifinais | Semifinais | Semifinais | Semifinais |  |  | Final | Final | Final | Final |
|  |                            |                  |                            |                         |                  |   |            |            |            |            |  |  |       |       |       |       |
|  | 3–5 de outubro             |                  |                            |                         |                  |   |            |            |            |            |  |  |       |       |       |       |
|  |                            |                  |                            |                         |                  |   |            |            |            |            |  |  |       |       |       |       |
|  | Vôlei Renata/Campinas      | 0                | 1                          |                         |                  |   |            |            |            |            |  |  |       |       |       |       |
|  | Vôlei Renata/Campinas      | 0                | 1                          | 9–11 de outubro         |                  |   |            |            |            |            |  |  |       |       |       |       |
|  | Farma Conde Vôlei São José | 3                | 3                          |                         |                  |   |            |            |            |            |  |  |       |       |       |       |
|  | Farma Conde Vôlei São José | 3                | 3                          | Vedacit/Vôlei Guarulhos | 3                | 3 |            |            |            |            |  |  |       |       |       |       |
|  |                            |                  |                            |                         | 3                | 3 |            |            |            |            |  |  |       |       |       |       |
|  |                            |                  | Farma Conde Vôlei São José | 1                       | 0                |   |            |            |            |            |  |  |       |       |       |       |
|  |                            |                  | Farma Conde Vôlei São José | 1                       | 0                |   |            |            |            |            |  |  |       |       |       |       |
|  |                            |                  |                            |                         | 17–23 de outubro |   |            |            |            |            |  |  |       |       |       |       |
|  |                            |                  |                            |                         |                  |   |            |            |            |            |  |  |       |       |       |       |
|  | Vedacit/Vôlei Guarulhos    | 3                | 2                          | 3                       |                  |   |            |            |            |            |  |  |       |       |       |       |
|  | Vedacit/Vôlei Guarulhos    | 3                | 2                          | 3                       | 3–6 de outubro   |   |            |            |            |            |  |  |       |       |       |       |
|  |                            | Suzano Vôlei     | 1                          | 3                       | 2                |   |            |            |            |            |  |  |       |       |       |       |
|  | Climed/Atibaia             | Suzano Vôlei     | 1                          | 3                       | 2                | 0 | 0          |            |            |            |  |  |       |       |       |       |
|  | Climed/Atibaia             | 9–15 de outubro  |                            |                         |                  | 0 | 0          |            |            |            |  |  |       |       |       |       |
|  | Sesi-Bauru                 | 3                | 3                          |                         |                  |   |            |            |            |            |  |  |       |       |       |       |
|  | Sesi-Bauru                 | 3                | 3                          | Sesi-Bauru              | 1                | 3 | 0          |            |            |            |  |  |       |       |       |       |
|  | 3–5 de outubro             |                  |                            | Sesi-Bauru              | 1                | 3 | 0          |            |            |            |  |  |       |       |       |       |
|  |                            | Suzano Vôlei     | 3                          | 2                       | 3                |   |            |            |            |            |  |  |       |       |       |       |
|  | Super Vôlei Santo André    | Suzano Vôlei     | 3                          | 2                       | 3                | 0 | 0          |            |            |            |  |  |       |       |       |       |
|  | Super Vôlei Santo André    |                  |                            |                         |                  | 0 | 0          |            |            |            |  |  |       |       |       |       |
|  | Suzano Vôlei               | 3                | 3                          |                         |                  |   |            |            |            |            |  |  |       |       |       |       |
|  | Suzano Vôlei               | 3                | 3                          |                         |                  |   |            |            |            |            |  |  |       |       |       |       |

### Quartas de final
1º jogo
| Data  | Hora  |                         | Placar |                            | Set 1 | Set 2 | Set 3 | Set 4 | Set 5 | Total | Relatório |
| ----- | ----- | ----------------------- | ------ | -------------------------- | ----- | ----- | ----- | ----- | ----- | ----- | --------- |
| 3 out | 19:30 | Climed/Atibaia          | 0–3    | Sesi-Bauru                 | 24–26 | 19–25 | 23–25 |       |       | 66–76 | Relatório |
| 3 out | 19:30 | Super Vôlei Santo André | 0–3    | Suzano Vôlei               | 13–25 | 16–25 | 21–25 |       |       | 50–75 | Relatório |
| 3 out | 19:30 | Vôlei Renata/Campinas   | 0–3    | Farma Conde Vôlei São José | 20–25 | 27–29 | 21–25 |       |       | 68–79 | Relatório |

2º jogo
| Data  | Hora  |                            | Placar |                         | Set 1 | Set 2 | Set 3 | Set 4 | Set 5 | Total | Relatório |
| ----- | ----- | -------------------------- | ------ | ----------------------- | ----- | ----- | ----- | ----- | ----- | ----- | --------- |
| 5 out | 18:00 | Farma Conde Vôlei São José | 3–1    | Vôlei Renata/Campinas   | 22–25 | 28–26 | 25–20 | 15–25 |       | 90–96 | Relatório |
| 5 out | 18:00 | Suzano Vôlei               | 3–0    | Super Vôlei Santo André | 25–23 | 25–22 | 25–18 |       |       | 75–63 | Relatório |
| 6 out | 19:00 | Sesi-Bauru                 | 3–0    | Climed/Atibaia          | 25–21 | 25–17 | 25–19 |       |       | 75–57 | Relatório |

### Semifinais
1º jogo
| Data  | Hora  |                         | Placar |                            | Set 1 | Set 2 | Set 3 | Set 4 | Set 5 | Total | Relatório |
| ----- | ----- | ----------------------- | ------ | -------------------------- | ----- | ----- | ----- | ----- | ----- | ----- | --------- |
| 9 out | 18:30 | Sesi-Bauru              | 1–3    | Suzano Vôlei               | 25–21 | 24–26 | 23–25 | 25–27 |       | 97–99 | Relatório |
| 9 out | 21:00 | Vedacit/Vôlei Guarulhos | 3–1    | Farma Conde Vôlei São José | 25–23 | 27–25 | 22–25 | 25–22 |       | 99–95 | Relatório |

2º jogo
| Data   | Hora  |                            | Placar |                         | Set 1 | Set 2 | Set 3 | Set 4 | Set 5 | Total   | Relatório |
| ------ | ----- | -------------------------- | ------ | ----------------------- | ----- | ----- | ----- | ----- | ----- | ------- | --------- |
| 11 out | 18:30 | Suzano Vôlei               | 3–2    | Sesi-Bauru              | 25–21 | 25–21 | 16–25 | 23–25 | 20–18 | 109–110 | Relatório |
| 11 out | 21:00 | Farma Conde Vôlei São José | 0–3    | Vedacit/Vôlei Guarulhos | 22–25 | 18–25 | 23–25 |       |       | 63–75   | Relatório |

3º jogo
| Data   | Hora  |              | Placar |            | Set 1 | Set 2 | Set 3 | Set 4 | Set 5 | Total | Relatório |
| ------ | ----- | ------------ | ------ | ---------- | ----- | ----- | ----- | ----- | ----- | ----- | --------- |
| 15 out | 21:30 | Suzano Vôlei | 3–0    | Sesi-Bauru | 25–16 | 27–21 | 25–21 |       |       | 77–58 | Relatório |

### Final
| Data   | Hora  |                         | Placar |                         | Set 1 | Set 2 | Set 3 | Set 4 | Set 5 | Total   | Relatório |
| ------ | ----- | ----------------------- | ------ | ----------------------- | ----- | ----- | ----- | ----- | ----- | ------- | --------- |
| 17 out | 21:30 | Vedacit/Vôlei Guarulhos | 3–1    | Suzano Vôlei            | 25–22 | 25–18 | 31–33 | 28–26 |       | 109–99  | Relatório |
| 20 out | 21:00 | Suzano Vôlei            | 3–2    | Vedacit/Vôlei Guarulhos | 22–25 | 25–18 | 25–17 | 25–27 | 15–13 | 112–100 | Relatório |
| 23 out | 21:30 | Vedacit/Vôlei Guarulhos | 3–2    | Suzano Vôlei            | 33–35 | 22–25 | 25–23 | 25–16 | 15–12 | 120–111 | Relatório |

## Classificação final
| Posição          | Equipe                     |
| ---------------- | -------------------------- |
| Medalha de ouro  | Vedacit/Vôlei Guarulhos    |
| Medalha de prata | Suzano Vôlei               |
| 3                | Sesi-Bauru                 |
| 4                | Farma Conde Vôlei São José |
| 5                | Vôlei Renata/Campinas      |
| 6                | Climed/Atibaia             |
| 7                | Super Vôlei Santo André    |

| Campeonato Paulista de 2023                  |
| -------------------------------------------- |
| Campeão Vedacit/Vôlei Guarulhos (1.º título) |

| Elenco |
| --- |
| Leonardo Lukas, Filipe Stolberg, Franco Paese, Sandro Carvalho, Everaldo Lucena, Wilian Gabriel, Renato Russomanno, Victor Babugia, Gabriel Bertolini, Matheus Alejandro, Lucaian Pereira, Matheus Celestino |
| Técnico |
| Nery Tambeiro |